# Nisia minor
Nisia minor är en insektsart som beskrevs av Lindberg 1958. Nisia minor ingår i släktet Nisia och familjen Meenoplidae. Inga underarter finns listade i Catalogue of Life.